# Segunda Divisão 2024 (São Tomé und Príncipe)
Die Segunda Divisão 2024 war die zweithöchste Spielklasse im Fußball auf der Insel São Tomé, einem Teilstaat des afrikanischen Inselstaates São Tomé und Príncipe. Die Saison wurde mit zehn Mannschaften ausgetragen. Jede Mannschaft absolvierte 18 Spiele in einer Hin- und Rückrunde.
| Pl.               | Verein               | Sp. | S  | U | N  | Tore    | Diff. | Punkte |
| ----------------- | -------------------- | --- | -- | - | -- | ------- | ----- | ------ |
| 1.                | Oque d’El Rei        | 18  | 10 | 6 | 2  | 034:210 | +13   | 36     |
| 2.                | UDESCAI              | 18  | 10 | 4 | 4  | 037:200 | +17   | 34     |
| 3.                | UD Ribeira Peixe (N) | 18  | 10 | 3 | 5  | 034:210 | +13   | 33     |
| 4.                | AD Kê Morabeza (N)   | 18  | 8  | 6 | 4  | 026:230 | +3    | 30     |
| 5.                | UD Correia           | 17  | 7  | 3 | 7  | 030:270 | +3    | 24     |
| 6.                | GD Cruz Vermelha     | 18  | 6  | 4 | 8  | 028:290 | −1    | 22     |
| 7.                | Porto Folha Fede     | 18  | 6  | 3 | 9  | 018:260 | −8    | 21     |
| 8.                | FC Neves (A)         | 17  | 4  | 7 | 6  | 019:270 | −8    | 19     |
| 9.                | UD Santa Margarida   | 18  | 4  | 6 | 8  | 024:260 | −2    | 18     |
| 10.               | SC São Tomé (A)      | 18  | 1  | 4 | 13 | 014:440 | −30   | 07     |
| Stand: Saisonende |                      |     |    |   |    |         |       |        |

Platzierungskriterien: 1. Punkte – 2. Tordifferenz – 3. geschossene Tore